# Ортосиликат марганца(II)
Ортосиликат марганца(II) — неорганическое соединение, соль металла марганца и кремнёвой кислоты с формулой Mn2SiO4,
серовато-розовые кристаллы,
не растворимые в воде.

## Получение
- В природе встречается минерал тефроит — силикат марганца с примесями.

- Реакция хлорида марганца(II) и ортосиликата натрия:

{\displaystyle {\mathsf {2MnCl_{2}+Na_{4}SiO_{4}\ {\xrightarrow {}}\ Mn_{2}SiO_{4}\downarrow +4NaCl}}}

## Физические свойства
Ортосиликат марганца(II) образует серовато-розовые кристаллы
ромбической сингонии,
пространственная группа P mnb,
параметры ячейки a = 0,6221 нм, b = 1,062 нм, c = 0,4862 нм, Z = 4.
Не растворяется в воде.